# شارژر باتری

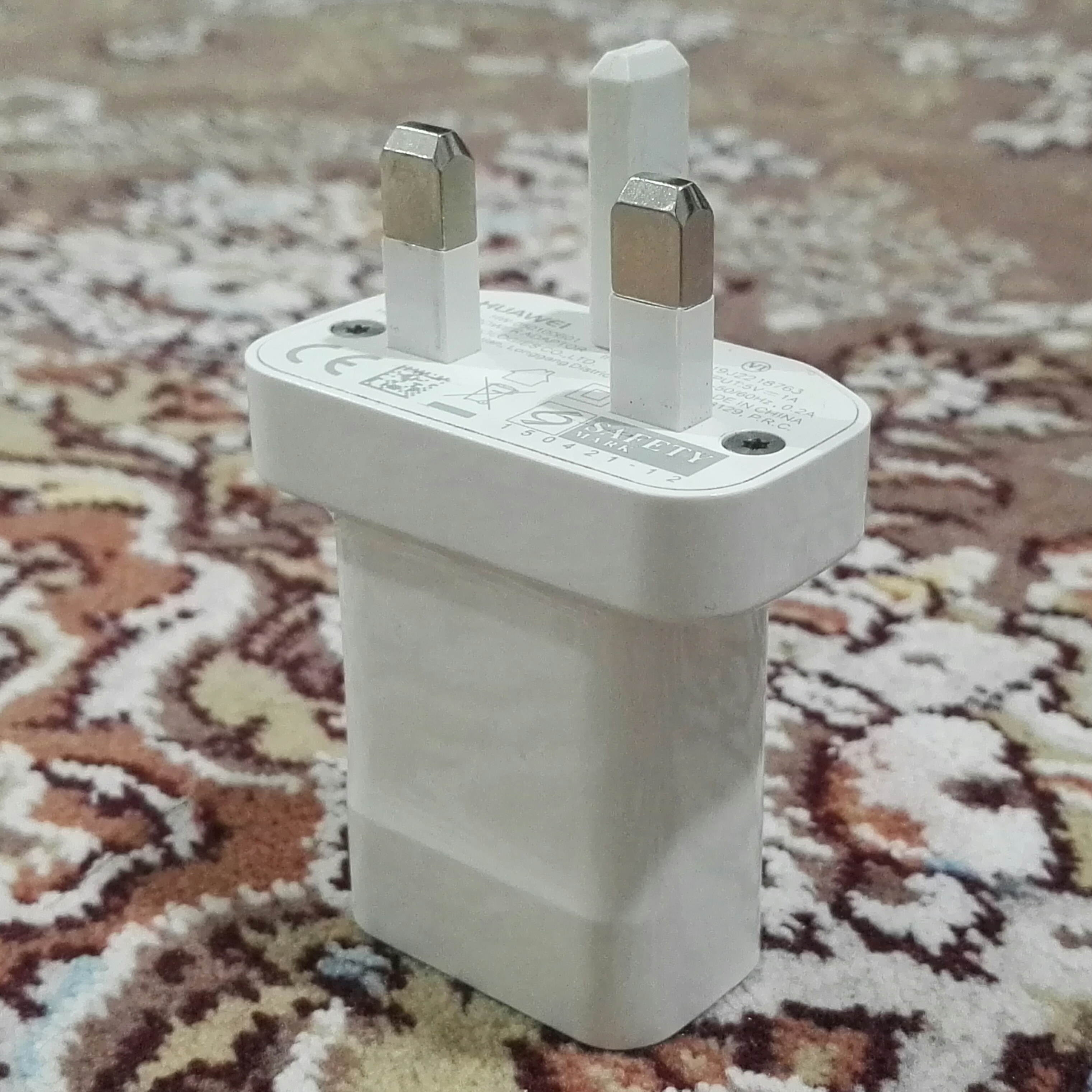
شارژر دیواری یو اس بی هواوی مدل HW-050100B01

شارژر باتری (به فرانسوی: Chargeur de batterie) یا ری‌شارژر (به انگلیسی: Recharger) وسیله‌ای برای تزریق انرژی به باتری‌های قابل شارژ است که اینکار را توسط تزریق جریان الکتریکی به درون باتری صورت می‌دهد.
جریان شارژ به تکنولوژی ساخت و همچنین حجم باتری مورد نظر جهت شارژ بستگی دارد. به عنوان مثال جریانی که برای شارژ یک باتری ۱۲ ولت خودرو استفاده می‌شود خیلی با جریان مورد نیاز برای باتری تلفن همراه متفاوت است.

## انواع شارژها

### ساده

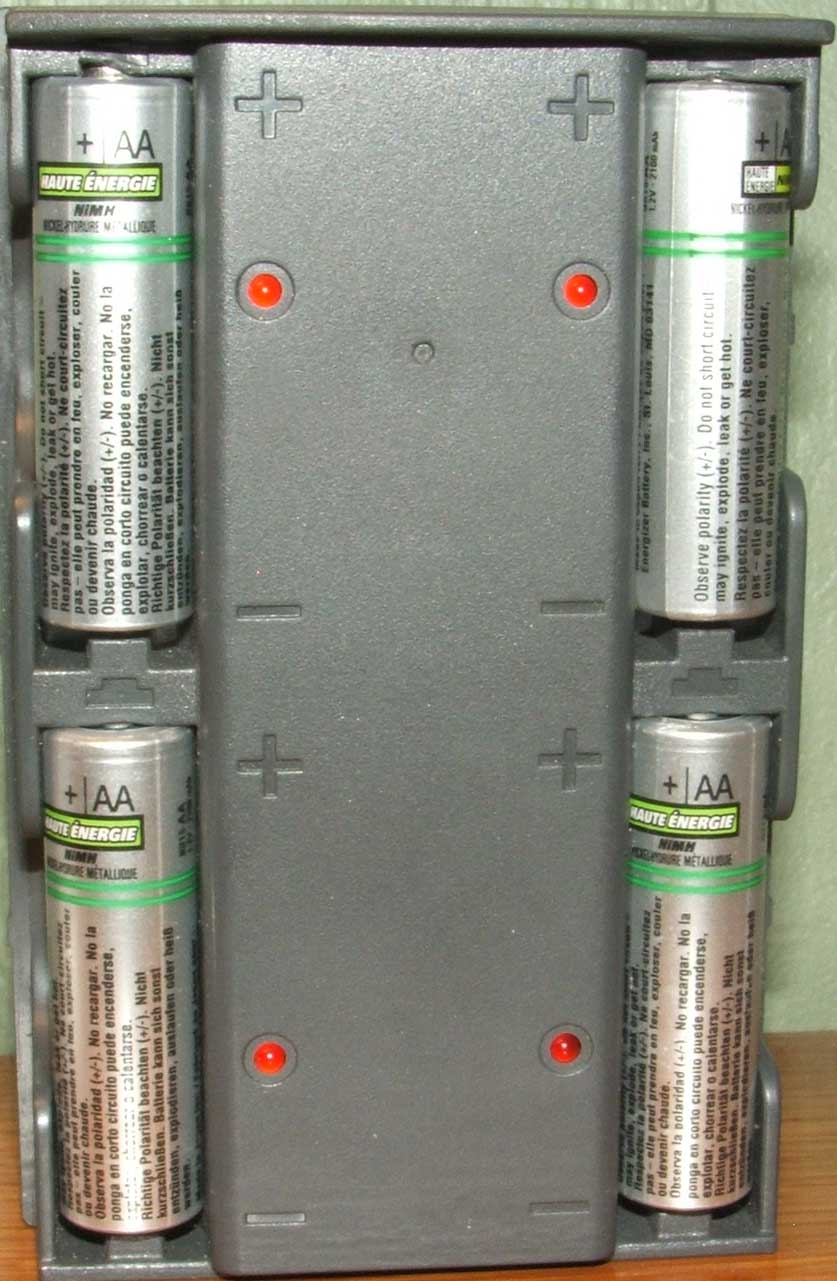
این واحد باتری‌ها را تا زمانی که به ولتاژ خاصی برسند شارژ می‌کند و بعد از آن بصورت قطره‌ای اینکاررا ادامه می‌دهد تا زمانی که بطور کلی باتری از شارژر قطع شود.

در یک شارژر ساده، از جریان مستقیم یا پالسی برای شارژ استفاده می‌شود. این نوع شارژ خروجی خود را متناسب با زمان یا میزان شارژ باتری کنترل نمی‌کند. منظور از ساده، ارزان در قیمت ولی با کیفیت پایین است. معمولاً شارژرهای ساده برای اینکه در اثر تزریق جریان زیاد به باتری آسیب نزنند، زمان شارژ زیادی را می‌طلبند. اگر باتری بمدت طولانی به

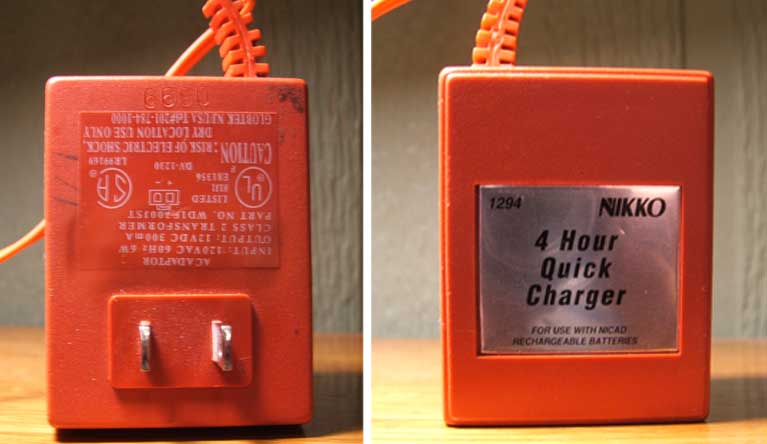
یک شارژر از نوع ساده که شبیه به آداپتورهای معمولی است. این شارژر جریان ثابت ۳۰۰ میلی‌آمپر را به باتری‌ها اعمال می‌کند که اگر باتری زمان زیادی به آن متصل باشد دچار خرابی آن خواهد شد.

این نوع شارژر متصل شود، دچار خرابی و استهلاک خواهد شد. شارژر ساده فقط می‌تواند یک ولتاژ یا جریان ثابت را به باتری اعمال کند.

### سریع
شارژرهای سریع از مدار کنترل برای شارژ سریع باتریها بدون آسیب رساندن به سلولهای موجود در باتری استفاده می کنند. مدار کنترل را می توان درون باتری (به طور کلی برای هر سلول) یا در واحد شارژ خارجی ساخت یا بین هر دو تقسیم کرد. بیشتر این شارژرها دارای فن خنک کننده برای کمک به حفظ دمای سلول ها در سطح ایمنی هستند. در صورت استفاده از سلولهای استاندارد NiMH که مدار کنترل ویژه ای ندارند ، بیشتر شارژرهای سریع نیز می توانند به عنوان شارژرهای استاندارد شبانه عمل کنند.

### قطره‌ای
یک شارژر قطره‌ای در حقیقت یک منبع جریان کم قدرت (در حد ۵۰۰ تا ۱۵۰۰ میلی آمپر) است. معمولاً برای شارژ باتری‌های با حجم کم (۲ تا ۳۰ آمپرساعت) استفاده می‌شود. البته برای باتری‌هایی با حجم بالاتر (بیشتر از ۳۰ آمپر ساعت) مانند باتری خودرو، قایق‌ها و دیگر وسایل نقلیه نیز این شارژرها قابل بکار‌گیری هستند. بسته به تکنولوژی استفاده شده در شارژر، می‌تواند بمدت نامحدود و بدون اینکه باعث خرابی باتری شود در حالت وصل به باتری قرار بگیرد.

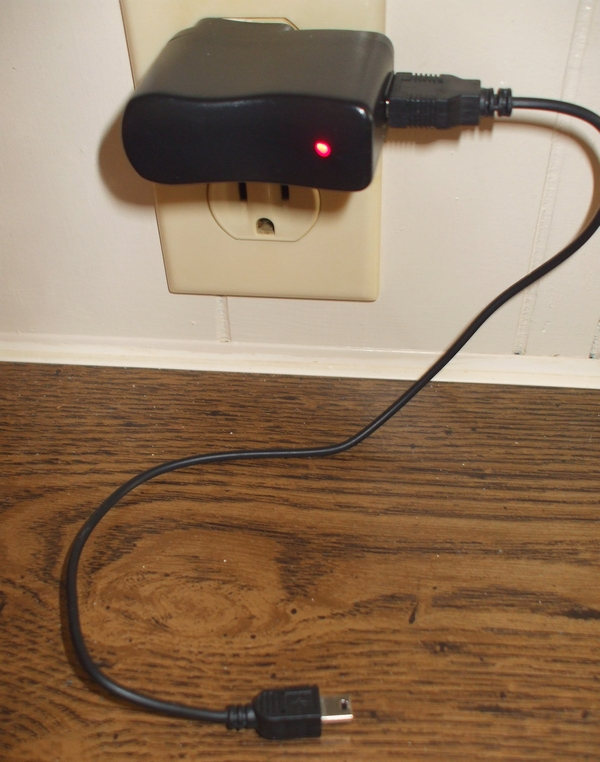
یک شارژر USB

### زماندار
خروجی شارژرهای زماندار بعد از مدت زمان تعیین شده‌ای قطع می‌شود. این نوع شارژرها بیشتر برای سلول‌های نیکل-کادمیوم با حجم زیاد مورد استفاده قرار می‌گرفتند (سلول‌های نیکل-کادمیوم با حجم کم معمولاً توسط شارژر ساده شارژ می‌شدند).
غالباً شارژرهای زماندار به همراه باتری‌های خاصی به صورت یک بسته ارائه می‌شود و بهتر است از آن شارژر برای شارژ همان باتری‌ها استفاده شود. اگر باتری با حجم کمتر به آن شارژر متصل شود، ممکن است بیش از حد شارژ شود و اگر از باتری با حجم بالاتر استفاده گردد، فقط تا حدی شارژ خواهد شد و به شارژ کامل نمی‌رسد.
با پیشرفت تکنولوژی و تولید باتری‌هایی با حجم زیادتر، یک شارژر زماندار قدیمی فقط قسمتی از باتری‌های جدیدتر را می‌توند شارژ کند.

### هوشمند
شارژر هوشمند برای باتری‌های هوشمند (دارای مدار محافظ داخلی) و معمولی طراحی شده که با تغییر وضعیت باتری، وضعیت شارژ کردن آن‌ها تغییر می‌کند. در حقیقت شارژر هوشمند وضعیت ولتاژ و دمای باتری و زمان سپری شده تحت شارژ را می سنجد تا جریان بهینه را به باتری تزریق کند. در ابتدا این شارژر با جریان زیاد باتری را تا 85% ظرفیتش شارژ می‌کند که زمان شارژ کوتاه می‌شود. بعد از آن به صورت قطره ای شارژ می‌کند که به باتری آسیبی نزند.    

### پالسی
شارژ پالسی تکنولوژی است که با یک سری پالس ولتاژ یا جریان باتری را شارژ می‌کند این پالس‌های DC دارای اندازه، پهنا، زمان خیز و فرکانس کنترل شده ای هستند. این تکنولوژی پالسی می‌تواند هر نوع باتری را شارژ کند. اگر به باتری‌های سرب-اسیدی اعمال شود باعث شکسته شدن کریستال‌های سولفات می‌شود که عمر باتری زیاد می‌شود. 

### القایی
شارژر القایی یک فرستنده و یک گیرنده دارد. انرژی امواج الکترومغناطیس را از طریق کوپل القایی ارسال می‌کند و گیرنده این امواج را می‌گیرد و ذخیره می‌کند. این تکنولوژی  در مسواک‌های برقی که در حمام استفاده می‌شوند کاربرد دارد و خطر برق گرفتگی را از بین می‌برد.

### انواع دیگر
انواع دیگری از شارژرها وجود دارد مانند شارژر USB که از پورت USB  استفاده می‌کند و قابل کنترل نیست.
شارژر در حال حرکت که به بدن انسان وصل می‌شود و در اثر حرکت پاها شارژ می‌کند.